# Герварт
Герварт (нем. Herwarth von Bittenfeld) — немецкий дворянский род.
Происходит из Аугсбурга, где предки его упоминаются в XIII в.
Одна ветвь рода состояла в русском подданстве. Христиан-Людвиг-Фридрих Герварт в 1771 г. вступил в русскую службу и убит на Кавказе в 1790 г. Потомство его внесено в IV часть родословной книги Курской губернии.
- Эбергард Герварт фон Биттенфельд (1796—1881) — прусский генерал-фельдмаршал.

## Описание герба
В серебряном поле червлёная сова.
На щите дворянский коронованный шлем. Нашлемник: сова, как в щите. Намёт на щите червлёный, подложенный серебром.